# Cerapachys pictus
Cerapachys pictus é uma espécie de formiga do gênero Cerapachys.